# Station Ballybrophy
Station Ballybrophy  is een spoorwegstation in Ballybrophy in het  Ierse graafschap Laois. Het station ligt aan de lijn Dublin - Cork. Vanaf Ballybrophy loopt een zijtak over Nenagh naar Limerick Colbert. Hoewel de route via Nenagh korter is gaan vrijwel alle treinen van Limerick naar Dublin via Limerick Junction.